# Kristjan Čeh
Kristjan Čeh (Ptuj, 17 de fevereiro de 1999) é um atleta esloveno, campeão mundial do lançamento de disco em Eugene 2022. Ele também tem uma medalha de prata conquistada no Mundial seguinte, Budapeste 2023.
Sua melhor marca – 71,86 – é o recorde nacional da Eslovênia e a sexta melhor da história. Ele é treinado pelo  campeão olímpico estoniano Gerd Kanter.